# Dodderi, Madhugiri
Dodderi là một làng thuộc tehsil Madhugiri, huyện Tumkur, bang Karnataka, Ấn Độ.